# Campeonato Europeo de la UEFA Sub-19 2026
El Campeonato de Europa Sub-19 de la UEFA de 2026 será la XXIII edición del Campeonato de Europa Sub-19, organizado por la UEFA. (73.ª si se incluyen las categorías Sub-18 y Júnior). La fase final se disputará en Gales en 2026 . Sera el primer país en ser sede de un campeonato europeo.
Al igual que las ediciones anteriores celebradas en años pares, el torneo sirvió como clasificatorio de la UEFA para la Copa Mundial Sub-20 de la FIFA. Los cinco mejores equipos del torneo se clasificaron para la Copa Mundial Sub-20 de la FIFA 2027 como representantes de la UEFA.

## Clasificación
Un total de 53 países de la UEFA participarán en la competición, y con la anfitriona Gales clasificada automáticamente.
Los otros 52 equipos competirán en la competición de clasificación, que constará de dos rondas: Ronda de clasificación, que tendrá lugar en octubre de 2025, y la ronda Élite, que se realizará en marzo de 2026, la cual determinará los siete lugares restantes en el torneo final.

## Sorteo
El sorteo se realizará en el 2026.

## Sedes
| Bangor                  | Bangor Old Colwyn Connah's Quay Denbigh Wrexham | Old Colwyn        |
| Bangor City Stadium     | Bangor Old Colwyn Connah's Quay Denbigh Wrexham | Llanelian Road    |
| Capacidad: 3000         | Bangor Old Colwyn Connah's Quay Denbigh Wrexham | Capacidad: 3000   |
|                         | Bangor Old Colwyn Connah's Quay Denbigh Wrexham |                   |
| Connah's Quay (Deeside) | Denbigh                                         | Wrexham           |
| Deeside Stadium         | Central Park                                    | Racecourse Ground |
| Capacidad: 420          | Capacidad: 1200                                 | Capacidad: 15 500 |
|                         |                                                 |                   |

## Participantes
Los siguientes ocho equipos se clasifican para el torneo final.
| Equipo | Clasificado como | Clasificado en fecha | Apariciones previas en Eurocopa Sub-19 solo era Sub-19 (desde 2002) |
| ------ | ---------------- | -------------------- | ------------------------------------------------------------------- |
| Gales  | Anfitrión        |                      |                                                                     |
|        |                  |                      |                                                                     |
|        |                  |                      |                                                                     |
|        |                  |                      |                                                                     |
|        |                  |                      |                                                                     |
|        |                  |                      |                                                                     |
|        |                  |                      |                                                                     |
|        |                  |                      |                                                                     |

## Fase de grupos

### Grupo A
| Equipo | Pts | PJ | PG | PE | PP | GF | GC | Dif | Clasificación     |
| ------ | --- | -- | -- | -- | -- | -- | -- | --- | ----------------- |
| Gales  | 0   | 0  | 0  | 0  | 0  | 0  | 0  | 0   | Fase eliminatoria |
|        | 0   | 0  | 0  | 0  | 0  | 0  | 0  | 0   | Fase eliminatoria |
|        | 0   | 0  | 0  | 0  | 0  | 0  | 0  | 0   | Play-off          |
|        | 0   | 0  | 0  | 0  | 0  | 0  | 0  | 0   |                   |

| 2026, |  | vs. |  |  |  |

| 2026, |  | vs. |  |  |  |

| 2026, |  | vs. |  |  |  |

| 2026, |  | vs. |  |  |  |

| 2026, |  | vs. |  |  |  |

| 2026, |  | vs. |  |  |  |

### Grupo B
| Equipo | Pts | PJ | PG | PE | PP | GF | GC | Dif | Clasificación     |
| ------ | --- | -- | -- | -- | -- | -- | -- | --- | ----------------- |
| B1     | 0   | 0  | 0  | 0  | 0  | 0  | 0  | 0   | Fase eliminatoria |
| B2     | 0   | 0  | 0  | 0  | 0  | 0  | 0  | 0   | Fase eliminatoria |
| B3     | 0   | 0  | 0  | 0  | 0  | 0  | 0  | 0   | Play-off          |
| B4     | 0   | 0  | 0  | 0  | 0  | 0  | 0  | 0   |                   |

| 2026, |  | vs. |  |  |  |

| 2026, |  | vs. |  |  |  |

| 2026, |  | vs. |  |  |  |

| 2026, |  | vs. |  |  |  |

| 2026, |  | vs. |  |  |  |

| 2026, |  | vs. |  |  |  |

## Fase Final

### Cuadro de desarrollo
|  | Semifinales | Semifinales | Semifinales |  |  | Final | Final | Final |  |
|  |             |             |             |  |  |       |       |       |  |
|  |             |             |             |  |  |       |       |       |  |
|  |             |             |             |  |  |       |       |       |  |
|  |             |             |             |  |  |       |       |       |  |
|  |             |             |             |  |  |       |       |       |  |
|  |             |             |             |  |  |       |       |       |  |
|  |             |             |             |  |  |       |       |       |  |
|  |             |             |             |  |  |       |       |       |  |
|  |             |             |             |  |  |       |       |       |  |
|  |             |             |             |  |  |       |       |       |  |
|  |             |             |             |  |  |       |       |       |  |
|  |             |             |             |  |  |       |       |       |  |
|  |             |             |             |  |  |       |       |       |  |

|  | Play-off |  |  |  |
|  |          |  |  |  |
|  |          |  |  |  |
|  |          |  |  |  |
|  |          |  |  |  |
|  |          |  |  |  |

### Semifinales
| de julio de 2026, |  | (:) |  | [[]], [[]] |  |

| de julio de 2026, |  | (:) |  | [[]], [[]] |  |

### Final
| de julio de 2026, |  | (:) |  | [[]], [[]] |  |